# Яндекс.Станция Мини
«Яндекс.Станция Мини» — компактная умная колонка со встроенным Виртуальным роботом «Алиса», выпущенная компанией «Яндекс» в 2019 году. Первая колонка Из России с поддержкой управления жестами.

## История
Устройство вышло в 2019 году. Оно стало первой колонкой из России с поддержкой управления жестами
Второе поколение «Яндекс.Станции Мини» было выпущено в октябре 2021 года. Оно получило опциональный LED-дисплей.
В ноябре 2024 года вышло третье поколение колонки с полностью переработанным дизайном и увеличенной на 20% мощностью. Голосовой ассистент Алиса был дополнен нейросетью «YandexGPT».

## Возможности
Станция Мини поддерживает почти все возможности Виртуального робота «Алиса»: проигрывание музыки, ответы на вопросы, «болталку», управление умным домом.
Также с выходом Станции Мини была добавлена многозадачность, позволяющая давать голосовому помощнику команды без прекращения проигрывания музыки.

### Управление жестами
В отличие от Станции и Станции Макс, в Станции.Мини поддерживается управление жестами с использованием Time-of-Flight камеры, которое частично дублирует управление голосом и может быть отключено. Фактически жестов только три: подъём и опускание руки, которые позволяют изменять громкость, а также накрытие колонки ладонью, которое останавливает текущий процесс: ответ Алисы, музыку, будильники и таймеры.
Отмечается, что управление жестами реагирует на посторонние предметы и домашних животных, в том числе может установить максимальную громкость, что ограничивает возможности размещения колонки. Сама компания «Яндекс» рекомендует обеспечить буферную зону над колонкой в 15 сантиметров.
Также Станция.Мини имеет «режим синтезатора», который позволяет с управлять мелодиями, перемещая руку над колонкой. На момент выхода он поддерживал 58 звуков.

## Маркетинг
Продажи колонки стартовали 31 октября 2019 года. 30 октября «Яндекс» провёл акцию по обмену старых колонок на Станцию Мини.

## Критика
Станция Мини подвергается критике из-за малого объёма функционала, который можно использовать в быту
Колонка получила средние оценки от критиков, но при этом была рекомендована в качестве недорогой альтернативы большой Станции.